# (72536) 2001 DM102
(72536) 2001 DM102 – planetoida z pasa głównego asteroid okrążająca Słońce w ciągu 4,51 lat w średniej odległości 2,73 j.a. Odkryta 16 lutego 2001 roku.